# Homo ergaster

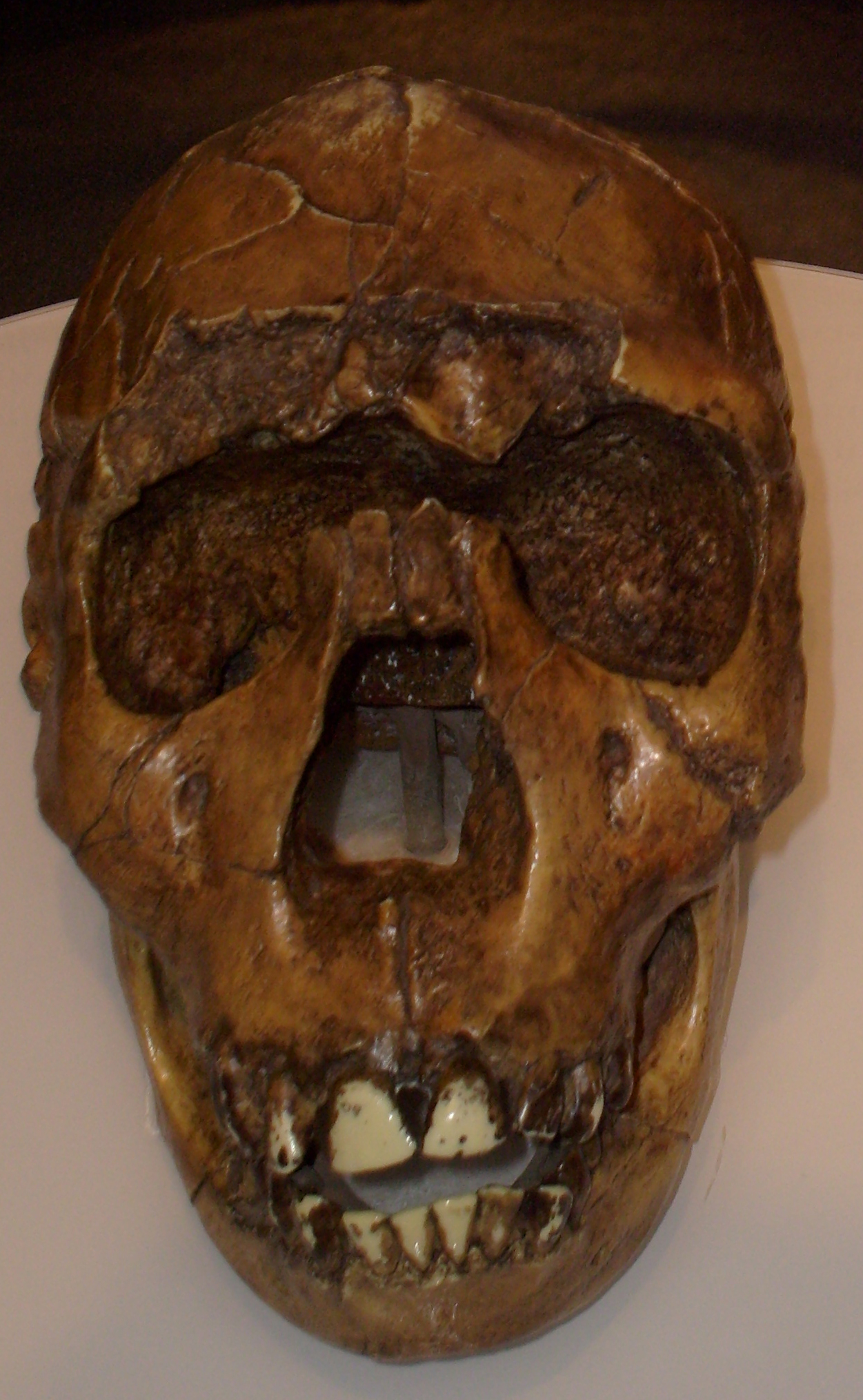
Rekonstrukce lebky Homo ergaster

Homo ergaster (někdy česky jako člověk dělný nebo člověk pracovitý) byl hraničním druhem mezi habiliny a již erektovanými formami člověka. Žil před 1,9–1,4 milióny lety. Jeho jméno pochází z řeckého „ergaster“, což znamená dělník. Tento název vybrali jeho objevitelé Colin Groves a Vratislav Mazák proto, že objevili i různé složitější nástroje, které používal.
Většina jeho nálezů pochází z východní Afriky. V čínské jeskyni Lung-ku-pcho se našly důkazy o tom, že Homo ergaster se již dokázal přesunovat mezi kontinenty. Ví se, že se pohyboval ve skupinách. Homo ergaster se liší od Homo erectus tím, že má tenčí lebeční kosti. Navíc má delší nohy a kratší ruce. Nálezy v Dmanisi naznačují, že může jít o stejný druh.

## Zařazení a vývoj
Starší homo rudolfensis byl zřejmě slepým evolučním výhonkem, a proto vymřel bez potomků. Možným hraničním druhem mezi habiliny a již typickými erektovanými formami člověka byl homo ergaster, s nímž se setkáváme jak ve východní Africe, tak při exodu člověka z africké kolébky lidstva do Asie v období před zhruba dvěma milióny let.
Maximum nálezů člověka nazvaného homo erectus – člověk vzpřímený – pochází z Asie z období před 1,9 až 1,5 miliónu let. Je zřejmé, že on či jeho vývojový předchůdce musel opustit svou africkou líheň asi před dvěma milióny let. Stalo se tak spíše později, před 1,5 miliónu let, protože podle našich dnešních vědomostí se tak dávno ve východní a jihovýchodní Asii ještě nevyskytovaly kamenné nástroje acheuléenské kultury, typické pro africké erekty. Proto se soudí, že prvních, zřejmě opakovaných přechodů z kontinentu na kontinent se zúčastňoval homo ergaster. Svědčí pro to nálezy v čínské jeskyni Lung-ku-pcho, kde se se skromnými pozůstatky člověka – polovice mandibuly se dvěma zuby a horní řezák – našly dva nástroje oldovanského typu.
Jisté je, že ergaster musel mít pro průnik na jiný světadíl mimořádné biologické dispozice, jako je dostatečná velikost těla, zaručující dobré vodní hospodaření. Pohyboval se ve skupinách, nevíme však, jak velkých. Chybí další šťastný objev.
V těchto dobách nelze ještě hovořit o osidlování, ale spíše o průniku některých populací do Asie a při tom i do Evropy. Kolik jedinců došlo, kolik jich v novém prostředí přežilo a kolika se podařilo rozmnožit, záleželo na změnách klimatu, posunech počasí a četných dalších faktorech. Nálezy jsou velmi řídké: drobné zlomky lebky, zuby, vzácně i postkraniální skelet.
Nález v Dmanisi v Gruzii byl proto bleskem z čistého nebe. Se staropleistocenní faunou se na téhle dnes celosvětově citované lokalitě našla čelist člověka podkovovitého tvaru, s vysokou a kolmou symfyzou, obsahující 16 mimořádně zachovalých zubů. Diskuse, zda jde o erekta, ergastera, či dokonce podvrh, ještě neskončila. Systematický výzkum, který se záhy s mezinárodní účastí rozjel, zatím vydal dvě lebky, jež se právě zpracovávají, a je naděje, že přispějí k vyjasnění povahy nálezu.
I v Africe byly objeveny formy zařaditelné mezi homo ergaster a typického homo erectus. Patří sem nálezy v Olduvaii, hlavně lebka OH 9, stará 1,1–1,3 miliónu let. Mozkovna s mohutně vytvořeným nadočnicovým valem má relativně tenčí kosti mozkovny a její kapacita je 1067 cm³. Nález byl původně označen jako homo erectus leakeyi. Obzvlášť nás zajímá hlavně proto, že tvoří most do Evropy na lokalitu Bilzingsleben v Německu. Další podobný nález poskytuje africká lokalita Gamboré.
O vcestování homo ergaster do Evropy nás snad informuje španělská lokalita Venta Micena při Orce, datovaná do období před 1,2 až 1 milión let. Zlomek lebky není průkazný biologicky, a především morfologicky, imunologická určení nestačí na plný důkaz, že jde o člověka.
Je tedy zřejmé, že dosavadní nálezy zatím nedovolují načrtnout plynulý a jasný obraz biologické a sociální evoluce od australopitéků k homininům a dále k nám.[zdroj⁠?!]